# بني كامل (أفلح اليمن)

تعديل مصدري - تعديل

بني كامل هي إحدى قرى عزلة جياح بمديرية أفلح اليمن التابعة لمحافظة حجة، بلغ تعداد سكانها 207 نسمة حسب تعداد اليمن لعام 2004.